# Union démocratique croate
Pour les articles homonymes, voir HDZ et Union démocratique.
Ne doit pas être confondu avec Union démocratique croate de Bosnie-et-Herzégovine.
L’Union démocratique croate (en croate : Hrvatska Demokratska Zajednica, HDZ) est le principal parti politique croate de droite, conservateur et nationaliste.
Fondé en 1989 par le nationaliste Franjo Tuđman, il gouverne la Croatie entre 1990 et 2000, de 2003 à 2011 et depuis 2015. Il constitue l'un des deux plus grands partis croates avec le Parti social-démocrate de Croatie (SDP).

## Histoire

### Le parti clandestin et nationaliste de Franjo Tuđman
La HDZ a été fondé de manière presque clandestine en 1989 par des nationalistes croates dissidents menés par Franjo Tuđman lorsque le multipartisme en Yougoslavie était encore embryonnaire.
Le parti profita du discrédit relatif de la Ligue des communistes de Croatie, dont le chef Ivica Račan avait pourtant opté pour la social-démocratie. Tuđman et les fondateurs du parti bénéficièrent d'un large soutien financier de la part des Croates expatriés, dont beaucoup soutenaient les idées des Oustachis et de l'ancien État indépendant de Croatie. Cette influence se retrouva à la HDZ qui appela au rétablissement de la Croatie dans ses « frontières naturelles et historiques ». Celles-ci auraient inclus la Bosnie-Herzégovine jusqu'à la rivière Drina ainsi que les territoires que la commission Djilas avait attribué en 1945 à la Serbie et au Monténégro.

### De 1990 à 2000, le parti au pouvoir

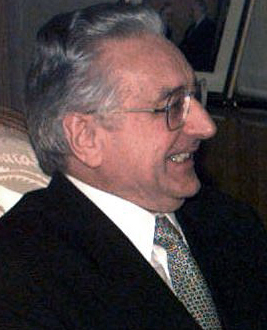
Franjo Tuđman, fondateur de la HDZ et premier président de la République croate (1922-1999).

L'Union démocratique croate a été au pouvoir de 1990 à 2000, détenant la présidence de la République, la majorité à la Diète de la République et le gouvernement. Pendant ces mandats, la Croatie devint indépendante (1991), fut reconnue internationalement (1992) et dut faire face à la Guerre de Croatie (1991-1995).
Aux élections législatives de 1990, la HDZ obtint une majorité relative des sièges au Parlement croate. Le peuple croate vit dans les idées de la HDZ à la fois un moyen de sortir du communisme et de la Yougoslavie mais aussi et surtout une réponse au « nationalisme » yougoslave — tentative de préserver les frontières de l’ex-Yougoslavie et de conserver le contrôle sur l’armée populaire yougoslave — de Slobodan Milošević. L'élection présidentielle croate de 1992 porta Franjo Tuđman au poste de président de la République qu'il occupa jusqu'à sa mort en 1999.
Malgré son recrutement divers et le fait que nombre de ses dirigeants étaient d'anciens partisans, la HDZ fut assez impopulaire parmi les minorités serbes qui y virent une résurgence du mouvement oustachi, ce phénomène étant amplifié par la propagande en Serbie et auprès des Serbes de Croatie, majoritairement en Dalmatie du nord et dans certaines parties de l'ancienne frontière militaire des Habsbourg.
La HDZ mena la Croatie du communisme au capitalisme. Les gouvernements de la HDZ menèrent des privatisations. Franjo Tuđman avoua que son but était de créer une nouvelle élite croate de 200 familles qui auraient élevé le niveau de vie de la majorité des Croates[réf. nécessaire]. La HDZ au pouvoir, privatisant l'industrie croate, fut critiquée et accusée d'avoir accordé des passe-droits au profit des anciens profiteurs de guerre.
Le gouvernement issu du HDZ conduit la Croatie a s'écarter de l’héritage symbolique de la résistance antifasciste de la seconde guerre mondiale et à introduire un début de réhabilitation des oustachis.

### La mort de Tuđman et le passage dans l'opposition
À la fin des années 1990 le parti perdit en popularité, notamment en raison des échecs politiques comme lors de la crise de Zagreb et d'une situation socio-économique allant en se dégradant. En décembre 1999, Franjo Tuđman, malade d'un cancer depuis 1993, décède brutalement.
Lors des élections parlementaires du 3 janvier 2000, la HDZ, bien que restant le premier parti de Croatie, est battue par une coalition de centre gauche et de centre droit emmenée par le social-démocrate Ivica Račan. Ce scrutin marque alors la première alternance depuis 1991.
Trois semaines plus tard, le ministre des Affaires étrangères Mate Granić, candidat du parti à l'élection présidentielle anticipée, remporte 22,6 % des suffrages et se classe troisième du premier tour, derrière Stjepan Mesić, du Parti populaire croate (HNS), et Dražen Budiša, du Parti social-libéral croate (HSLS). En moins d'un mois, la HDZ est donc contrainte d'abandonner l'ensemble des leviers du pouvoir de l'État croate.
Pendant la période 2000-2003, beaucoup pensent que l'Union démocratique croate ne pourra pas se relever après la mort de son fondateur et les défaites qui ont suivi. Granić ainsi que Vesna Škare-Ožbolt, quittent le parti pour former le Centre démocratique (Demokratski centar, DC), un parti modéré de centre droit.

### Avec Ivo Sanader, le virage pro-européen

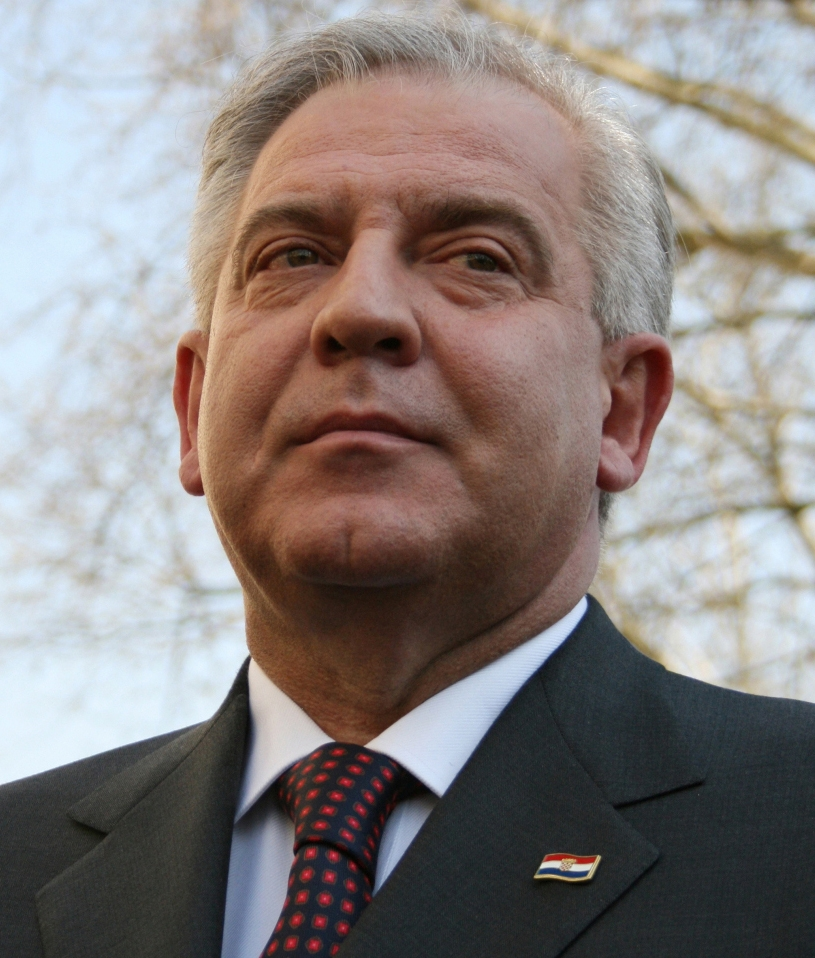
Ivo Sanader, deuxième président de la HDZ, Premier ministre entre 2003 et 2009, artisan du virage centriste et pro-européen.

La HDZ se renforça lorsque le TPIY commença à rechercher et à inculper les décideurs de l'armée croate ce qui entraina de nombreuses protestations en Croatie. Bien que la HDZ et son nouveau leader Ivo Sanader prirent part à ces événements, ils se détachèrent des idéologies les plus extrêmes. Par ailleurs, le Parti social-libéral croate (HSLS) s'affirma comme étant de droite ce qui fit passer Ivo Sanader pour un centriste en comparaison.
En 2002, Ivić Pašalić, leader de la branche dure de la HDZ associée aux excès de l'ère Tuđman, s'opposa à Sanader à la tête du parti, l'accusant de trahir la mémoire de Tuđman. Contre toute attente, mais du fait du soutien de Branimir Glavaš et du soutien implicite de la Croatie libérale, Ivo Sanader conserva la direction du parti et Pašalić quitte la HDZ pour former le Bloc croate (Hrvatski Blok, HB). Ainsi Sanader débarrassa le parti de ses branches extrêmes et la HDZ devint un parti « réformé ». Il parvient à rendre la HDZ crédible comme une alternative au gouvernement d'Ivica Račan, qui stagnait entre indécision et luttes internes.

### Le retour au pouvoir en 2003
Lors des élections législatives du 23 novembre 2003, la HDZ, qui reste le premier parti du pays, remporte 66 députés sur 151, soit 20 parlementaires de plus. Sanader forme alors un gouvernement minoritaire avec le centre démocratique (DC), qui dispose du soutien du Parti paysan croate (HSS), du Parti social-libéral croate et du Parti démocratique indépendant serbe (SDSS). C'est alors la première fois que la majorité parlementaire est ouverte aux Serbes.
L'exécutif poursuit les réformes pour l'entrée dans l'Union européenne, notamment l'aide au retour des réfugiés, la reconstruction des maisons détruites, favorise le droit des minorités, la coopération avec le TPIY et la consolidation de l'économie croate. Malgré cela, l'ouverture des négociations quant à l'entrée de la Croatie dans l'Union européenne sont repoussées en 2005 sur la base de la non-coopération de la Croatie avec le TPIY sur le cas du général croate Ante Gotovina.

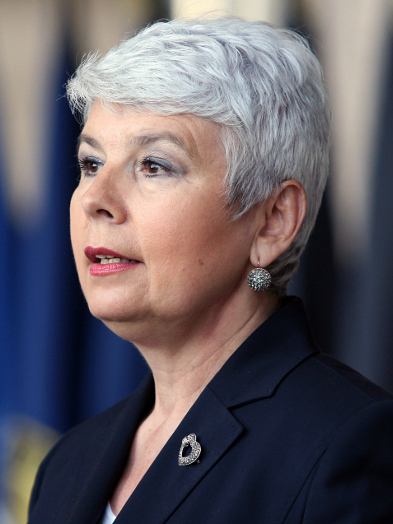
Jadranka Kosor, troisième présidente de la HDZ, bras droit de Sanader, candidate malheureuse à la présidentielle de 2005, Première ministre entre 2009 et 2011.

À l'occasion de l'élection présidentielle de janvier 2005, la HDZ choisit comme candidate Jadranka Kosor, vice-présidente, vice-Première ministre et ministre de la Famille et des Anciens combattants. Avec 20,3 % au premier tour, elle met en ballottage le sortant Stjepan Mesić, qui la défait sans difficulté au second tour avec 65,9 % des suffrages exprimés.
Les élections législatives du 23 novembre 2007 reconduisent le parti au pouvoir avec le même nombre de députés. Cette fois-ci, le HSS, le HSLS et le SDSS entrent au gouvernement. Brusquement, le 1er juillet 2006, Ivo Sanader annonce sa démission de l'ensemble de ses fonctions, et la HDZ choisit, sur sa recommandation, Jadranka Kosor comme présidente et Première ministre. Le onzième gouvernement de Croatie est investi le 6 juillet. C'est alors la première fois qu'une femme dirige l'un des deux principaux partis croates et le gouvernement. Le HSLS décide de se retirer en octobre 2010, mais les deux députés sociaux-libéraux quittent leur formation et continuent d'appuyer, en tant qu'indépendants, l'exécutif de Kosor.
La présidentielle de décembre 2009 et janvier 2010 marque la première grande défaite de l'Union démocratique croate. Ancien vice-Premier ministre et ministre de la Santé sous Sanader, Andrija Hebrang, qui avait également été ministre à l'époque de Franjo Tuđman, se contente de 12 % des voix, ce qui le place en troisième position et l'élimine de l'élection. Face à cette débâcle, Ivo Sanader, devenu président d'honneur de la HDZ, tente un retour en politique mais se voit expulsé du parti le 4 janvier 2010, par un vote de la direction acquis à 16 voix contre 3 et 2 abstentions.

### Retour dans l'opposition et aux fondamentaux

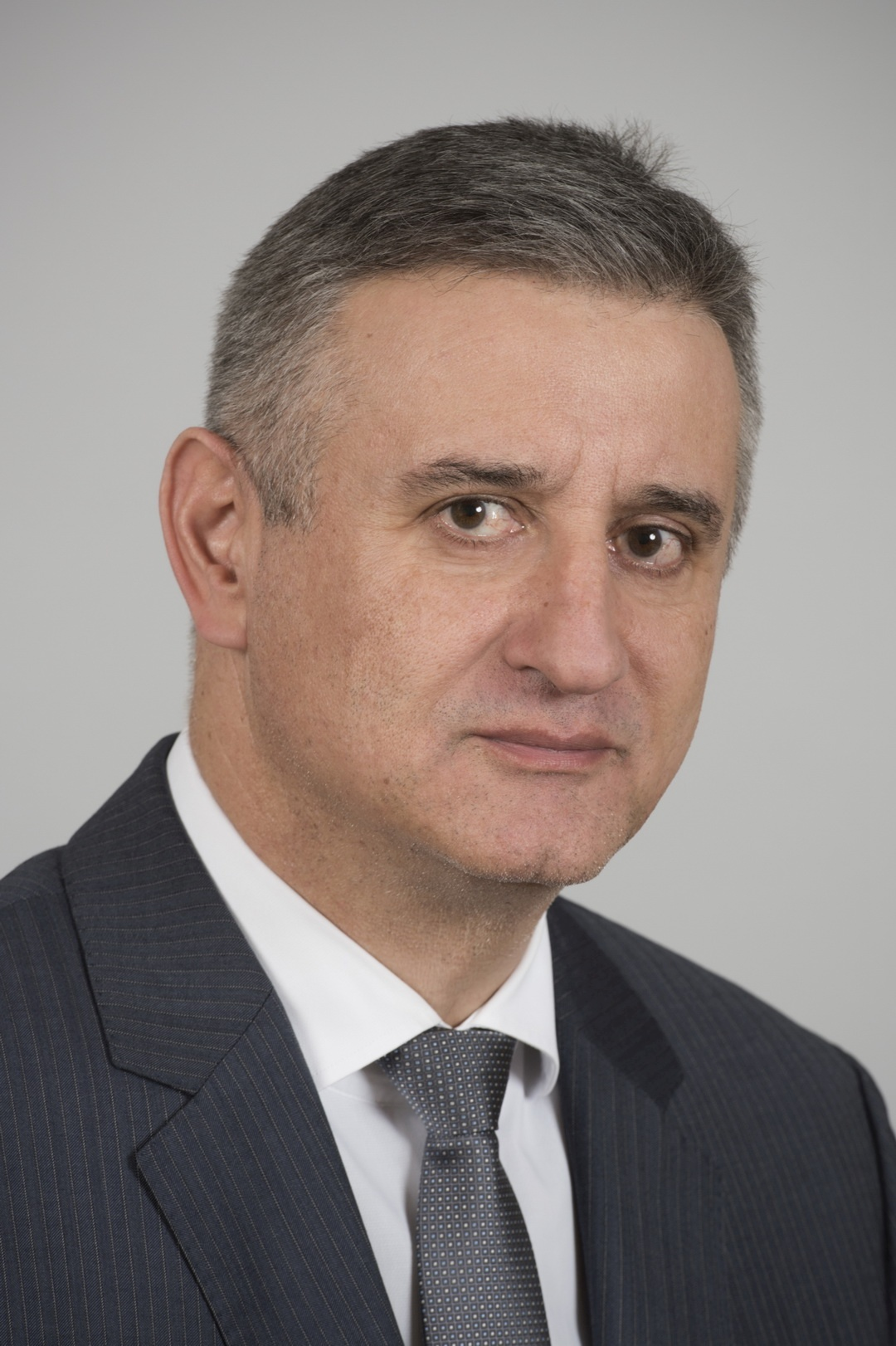
Tomislav Karamarko, président de la HDZ entre 2012 et 2016, artisan du renouveau nationaliste.

À l'occasion des élections législatives du 25 novembre 2011, la HDZ s'allie avec le Parti civique croate (HGS) et le Centre démocratique. La coalition que mène Jadranka Kosor doit se contenter de 23 % des voix, soit 44 députés pour l'Union démocratique, contre 40 % à la coalition Cocorico, que domine le Parti social-démocrate de Croatie, ce qui lui accorde 80 députés, ainsi qu'un député des minorités, soit 81 sièges en tout.
Six mois plus tard, l'élection du président du parti par les adhérents voit l'ancien ministre de l'Intérieur Tomislav Karamarko, qui a repris sa carte en 2011, en tête des deux tours, ce qui fait de lui le nouveau président de l'Union démocratique croate. Sous sa présidence, la HDZ devient membre à part entière du Parti populaire européen (PPE). Son premier test électoral, les élections européennes spéciales du 14 avril 2013, voit une alliance avec le Parti croate du Droit - Ante Starčević (HSP-AS), une formation nationaliste d'extrême droite. Contre toute attente, cette liste arrive en tête avec 32,9 % des voix, soit six députés européens sur 12, devant la liste de la coalition gouvernementale.
Dans la perspective de l'élection présidentielle du 28 décembre 2014, la HDZ investit l'ancienne ministre des Affaires étrangères Kolinda Grabar-Kitarović pour affronter le chef de l'État sortant soutenu par les sociaux-démocrates Ivo Josipović. Au premier tour, elle se classe deuxième avec 37,21 % des voix, soit seulement 22 200 bulletins de retard sur le président en exercice. Au soir du second tour le 11 janvier 2015, elle est élue présidente de la République par 50,74 % des suffrages exprimés, devançant Josipović de 32 200 voix.

### 2015: une alternance imparfaite

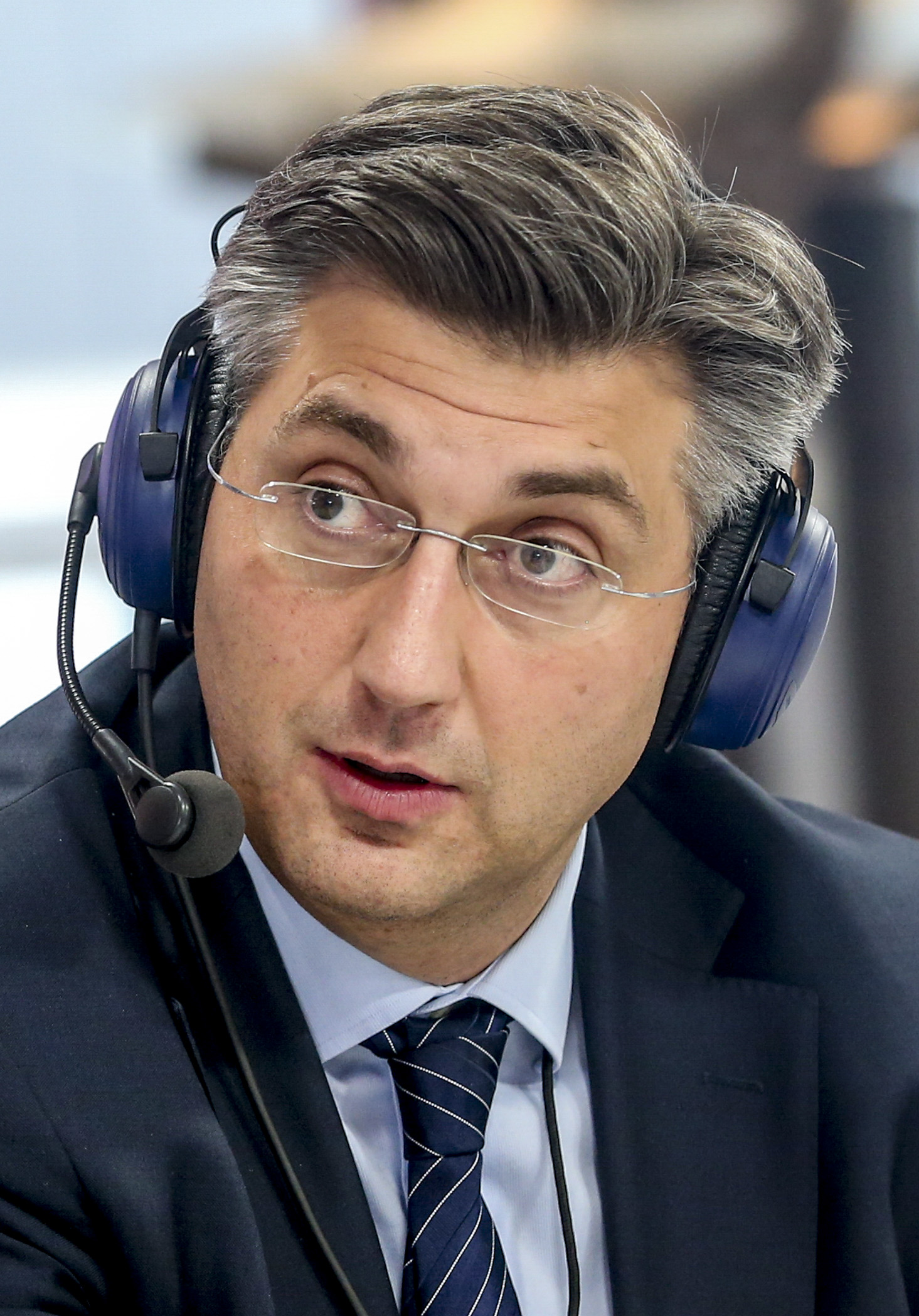
Andrej Plenković, président de la HDZ depuis 2016, élu après une importante crise politique.

Le 21 septembre 2015, Karamarko annonce la création de la « Coalition patriotique » (DK) qui associe l'Union démocratique au HSP-AS, au Parti paysan croate (HSS) et au Parti social-libéral croate (HSLS) ainsi qu'à divers petits partis. Au cours des élections législatives du 8 novembre suivant, la DK remporte 33,4 % des voix et 59 députés sur 151, constituant la première force du Parlement. Toutefois, elle doit s'associer avec le Pont des listes indépendantes (Most) pour accéder au pouvoir et soutenir l'investiture de l'indépendant Tihomir Orešković au poste de Premier ministre. Tomislav Karamarko se trouve ensuite désigné premier vice-Premier ministre le 22 janvier 2016.
Après cinq mois de désaccords au sein de la coalition majoritaire, la HDZ annonce le 10 juin qu'elle compte présenter une motion de censure contre Orešković et propose le ministre des Finances Zdravko Marić pour lui succéder. Karamarko remet sa démission du cabinet le 15 juin, après avoir été convaincu de conflit d'intérêts dans une affaire impliquant son épouse et la société hongroise d'énergie MOL. La motion est approuvée le lendemain à une large majorité, faisant chuter l'exécutif mais l'Union démocratique n'est pas en mesure de rallier une majorité absolue en soutien à Marić.
Les députés adoptent finalement une motion de dissolution de leur assemblée le 20 juin et le président du parti annonce qu'il abandonne cette responsabilité dès le lendemain. Le député européen Andrej Plenković, seul candidat à sa succession, est élu à la direction de la HDZ le 17 juillet et décide que son parti ne formera pas de coalition politique au niveau national en vue des élections législatives anticipées du 11 septembre.

## Idéologie
En termes d'idéologie, les leaders de la HDZ se sont tout d’abord définis comme un parti de droite et Tuđman se disait inspiré par Margaret Thatcher. Plus tard, le parti se définit comme de centre droit et comme chrétien démocrate.
La seule idéologie officielle était la réconciliation nationale, une idée qui gagnait le soutien des Croates partisans comme de la droite extrémiste se réclamant des oustachis. En pratique, cette idéologie justifia une réhabilitation au moins informelle des oustachis et une justification implicite de leur idéologie. Ceci spécialement lorsque Gojko Šušak, le ministre de la défense croate à la tête de la branche extrême de la HDZ gagna le support de Tuđman. Stjepan Mesić et Josip Manolić refusent cette tendance et quittent le parti en 1994. Ils formèrent le parti Démocrates indépendants croates (Hrvatski nezavisni demokrati, HND).
La HDZ mobilise une rhétorique nationaliste traditionnellement portée par l’extrême droite et met en avant son identité chrétienne.
Elle adopte un rivage plus modéré dans les années 2000, conduisant à une scission et à la création du Bloc croate en 2002. L'arrivée à la tête du parti en mai 2012 de Tomislav Karamarko, ancien vice-Premier ministre et ministre de l’Intérieur, pousse la HDZ à renouer avec les thèmes de l'extrême droite. En 2013 et en 2015, elle forme même un cartel électoral avec le parti d’extrême droite HSP-AS.
Au pouvoir, la HDZ fait pression contre le droit à l'avortement.

## Résultats électoraux

### Élections législatives
| Année | Coalition                         | Voix      | %     | Rang | Sièges    | Gouvernement     |
| ----- | --------------------------------- | --------- | ----- | ---- | --------- | ---------------- |
| 1990  | -                                 | 1 201 122 | 41,90 | 1er  | 205 / 351 | Ier, IIe et IIIe |
| 1992  | -                                 | 1 176 437 | 44,68 | 1er  | 85 / 138  | IVe et Ve        |
| 1995  | -                                 | 1 093 403 | 45,23 | 1er  | 75 / 127  | VIe              |
| 2000  | -                                 | 790 728   | 26,88 | 2e   | 46 / 151  | Opposition       |
| 2003  | -                                 | 840 692   | 33,90 | 1er  | 66 / 151  | IXe              |
| 2007  | -                                 | 907 743   | 36,60 | 1er  | 66 / 153  | Xe et XIe        |
| 2011  | HGS-DC                            | 563 215   | 23,50 | 2e   | 44 / 151  | Opposition       |
| 2015  | HSS-HSP-AS-HSLS-HRAST-BUZ-HDS-ZDS | 771 070   | 33,46 | 1er  | 51 / 151  | XIIIe            |
| 2016  |                                   | 682 687   | 36,27 | 1er  | 58 / 151  | XIVe             |
| 2020  | HSLS-HDS-HDSSB                    | 621 008   | 37,26 | 1er  | 62 / 151  | XVe              |
| 2024  | HSLS-HDS-HNS - HSU                | 729 949   | 34,42 | 1er  | 56 / 151  | XVIe             |

### Élections européennes
| Année | Coalition              | Voix    | %     | Rang | Sièges |
| ----- | ---------------------- | ------- | ----- | ---- | ------ |
| 2013  | HSP AS-BUZ             | 243 654 | 32,86 | 1er  | 5 / 12 |
| 2014  | HSS-HSP AS-BUZ-ZDS-HDS | 381 844 | 41,42 | 1er  | 4 / 11 |
| 2019  | Sans coalition         | 244 076 | 22,72 | 1er  | 4 / 12 |
| 2024  | Sans coalition         | 264 415 | 35,13 | 1er  | 6 / 12 |

### Élections présidentielles
| Année   | Candidat                 | 1er tour | 1er tour | 2d tour | 2d tour |
| Année   | Candidat                 | %        | Rang     | %       | Rang    |
| ------- | ------------------------ | -------- | -------- | ------- | ------- |
| 1992    | Franjo Tuđman            | 56,7     | 1er      |         |         |
| 1997    | Franjo Tuđman            | 61,4     | 1er      |         |         |
| 2000    | Mate Granić              | 22,5     | 3e       |         |         |
| 2005    | Jadranka Kosor           | 20,3     | 2e       | 34,1    | 2e      |
| 2010-09 | Andrija Hebrang          | 12,0     | 3e       |         |         |
| 2014-15 | Kolinda Grabar-Kitarović | 37,2     | 2e       | 50,7    | 1re     |
| 2019-20 | Kolinda Grabar-Kitarović | 26,7     | 2e       | 47,3    | 2e      |